# Charif Dalaemin
Charif Dalaemin (thailändisch ชาริฟ ดาแลหมัน, * 2. November 2002), auch als Riff bekannt, ist ein thailändischer Fußballspieler.

## Karriere
Charif Dalaemin spielte 2019 beim Bangkhae United FC. Der Verein aus der Hauptstadt Bangkok spielte in der Thailand Amateur League. Hier absolvierte er vier Ligaspiele. Wo er 2020 gespielt hat, ist unbekannt. Im Januar 2021 nahm ihn der Zweitligist Ranong United FC unter Vertrag. Sein Zweitligadebüt für den Verein aus Ranong gab Charif Dalaemin am 4. März 2022 (26. Spieltag) im Heimspiel gegen den Muangkan United FC. Hier stand er in der Startelf und wurde in der 63. Minute gegen Chanchon Jomkoh ausgewechselt. Muangkan gewann das Spiel 2:1. Nach insgesamt fünf Zweitligaspielen wurde sein Vertrag nach der Hinrunde 2022/23 nicht verlängert. Im Sommer 2023, nachdem Ranong in die dritte Liga abgestiegen war, wurde er wieder von dem Klub verpflichtet. Nach drei Ligaspielen wurde sein Vertrag im Sommer 2024 nicht verlängert.